# Edward Zubik
Edward Zubik (ur. 12 września 1907 w Bóbrce, zm. 4 maja 2000 we Wrocławiu) – polski biolog i wykładowca związany z Uniwersytetem Wrocławskim.

## Życiorys
Ukończył IV Państwowe Gimnazjum im. Jana Długosza we Lwowie (1926) oraz Wydział Matematyczno-Przyrodniczy Uniwersytetu Jana Kazimierza we Lwowie (podwójne magisterium z dziedziny zoologii oraz geografii). W latach 1928–1936 pracował jako asystent prof. Rudolfa Weigla. Od 1937 do 1939 zatrudniony w warszawskim oddziale przedsiębiorstwa H. Cegielski. W czasie II wojny światowej należał do Armii Krajowej, wziął udział w powstaniu warszawskim, wywieziony po powstaniu warszawskim, jako jeniec do obozu we Wrocławiu. To on odpowiadał za organizację Kongresu Intelektualistów.
Po zakończeniu wojny pozostał w stolicy Dolnego Śląska. Z upoważnienia ministra oświaty zabezpieczał budynki Uniwersytetu przed szabrem i zniszczeniem księgozbiór na terenie województwa wrocławskiego i poznańskiego. Od 1953 zatrudniony jako wykładowca na Uniwersytecie Wrocławskim. 
Działał w Stronnictwie Demokratycznym, do 1971 pełniąc obowiązki wiceprzewodniczącego Wojewódzkiego Komitetu. Odznaczony Krzyżem Oficerskim i Komandorskim Orderu Odrodzenia Polski. 
Pochowany na Cmentarzu św. Wawrzyńca we Wrocławiu.

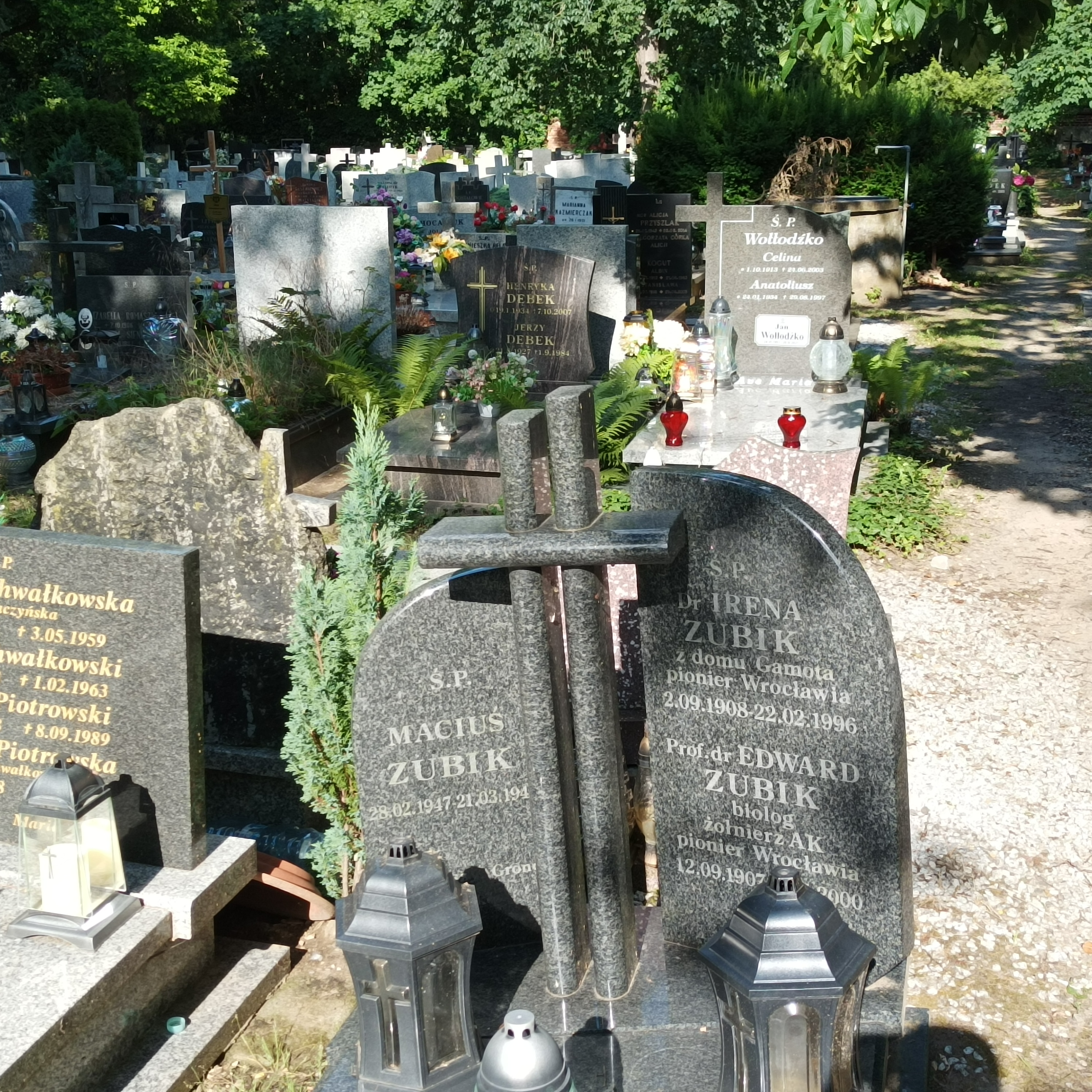
Grób prof. Edwarda Zubika na cmentarzu św. Wawrzyńca we Wrocławiu